# 李文堂
李文堂（1965年6月—），男，汉族，浙江金华人，中华人民共和国政治人物。中国社会科学院哲学研究所研究生学历，哲学博士学位，教授，中国共产党党员。曾任中共中央党校（国家行政学院）教育长，现任中共中央党校（国家行政学院）副校长（副院长）兼文史教研部主任。中共第二十届中央候补委员。

## 生平
1996年7月3日，在中国社会科学院研究生院以论文《费希特的是问》获哲学博士学位。学科专业为西方哲学，指导教师是梁存秀研究员。